# Anaschisma
Anaschisma is een geslacht van uitgestorven grote temnospondyle Batrachomorpha (basale 'amfibieën'). Deze dieren maakten deel uit van de familie Metoposauridae, die de krokodilachtige roofzuchtige niches vulde in het Laat-Trias. Het had een grote schedel van ongeveer tweeënzestig centimeter lang en bereikte mogelijk een lengte van drie meter. Het was een hinderlaagjager die alles oppakte dat klein genoeg was om tussen zijn enorme kaken te passen. Het was heel gebruikelijk tijdens het Laat-Trias (Norien) in wat nu het Amerikaanse zuidwesten is.

## Ontdekkingsgeschiedenis
Anaschisma werd benoemd door Branson (1905) voor twee metoposauride schedels van de Popo Agie-formatie van Wyoming. De typesoort Anaschisma browni werd bedacht voor de schedel UC 447, terwijl een tweede nominale soort Anaschisma brachygnatha werd benoemd voor de schedel UC 448. Branson gaf geen etymologie van de geslachtsnaam. In het Grieks kan die vertaald worden als 'bovenaan gescheiden'. Het zou kunnen verwijzen aan het feit dat de schedel van het fossiel in de lengterichting gespleten was. De soortaanduiding eert Newton H. Brown die in 1902 de eerste exemplaren vond. Brachygnatha betekent 'met de korte kaak'.
Moodie (1908) beschouwde Anaschisma brachygnatha als een jonger synoniem van Anaschisma browni, hoewel Branson en Mehl (1929) de twee soorten als onderscheiden behielden. Colbert en Imbrie (1956) maakten Anaschisma synoniem met het geslacht Eupelor uit de Newark-supergroep, maar behield het als een geldige endemische Eupelor-soort voor de Popo Aggie-formatie. Chowdhury (1965) maakte Anaschisma synoniem met Metoposaurus en wijzigde alle Noord-Amerikaanse metoposauriden van de Chinle-formatie en Dockum in browni.
Hunt (1989) vond Anaschisma terug als een geavanceerde of sterk afgeleide vorm. Sommige exemplaren toegeschreven aan Anaschisma van de Redonda-formatie werden omgedoopt tot Apachesaurus door Hunt (1993).

### Koskinonodon
Het geslacht Koskinonodon heette vroeger Buettneria door Case in 1922, maar in 2007 realiseerde B.D. Mueller zich dat de naam Buettneria al door Karsch (1889) aan een boskrekel uit de Republiek Congo was gegeven, dus maakte hij van het geslacht Koskinonodon de vroegst beschikbare onbezette naam voor de temnospondyle. Lucas et alii (2007) dienden echter een verzoekschrift in bij de ICZN om de naam van Karsch te onderdrukken ten gunste van de naam van Case, daarbij verwijzend naar bewijs dat de naam van de 'amfibie' veel bekender is en veel meer wordt gebruikt (de auteurs citeerden vijfenzeventig gebruiksvormen van de naam in wetenschappelijke literatuur en boeken in de afgelopen vijfentachtig jaar), en dat de naam van de boskrekel zelden was gebruikt in technische literatuur. Echter, Advies 2255 van ICZN uitgegeven in 2010 verwierp het verzoekschrift.

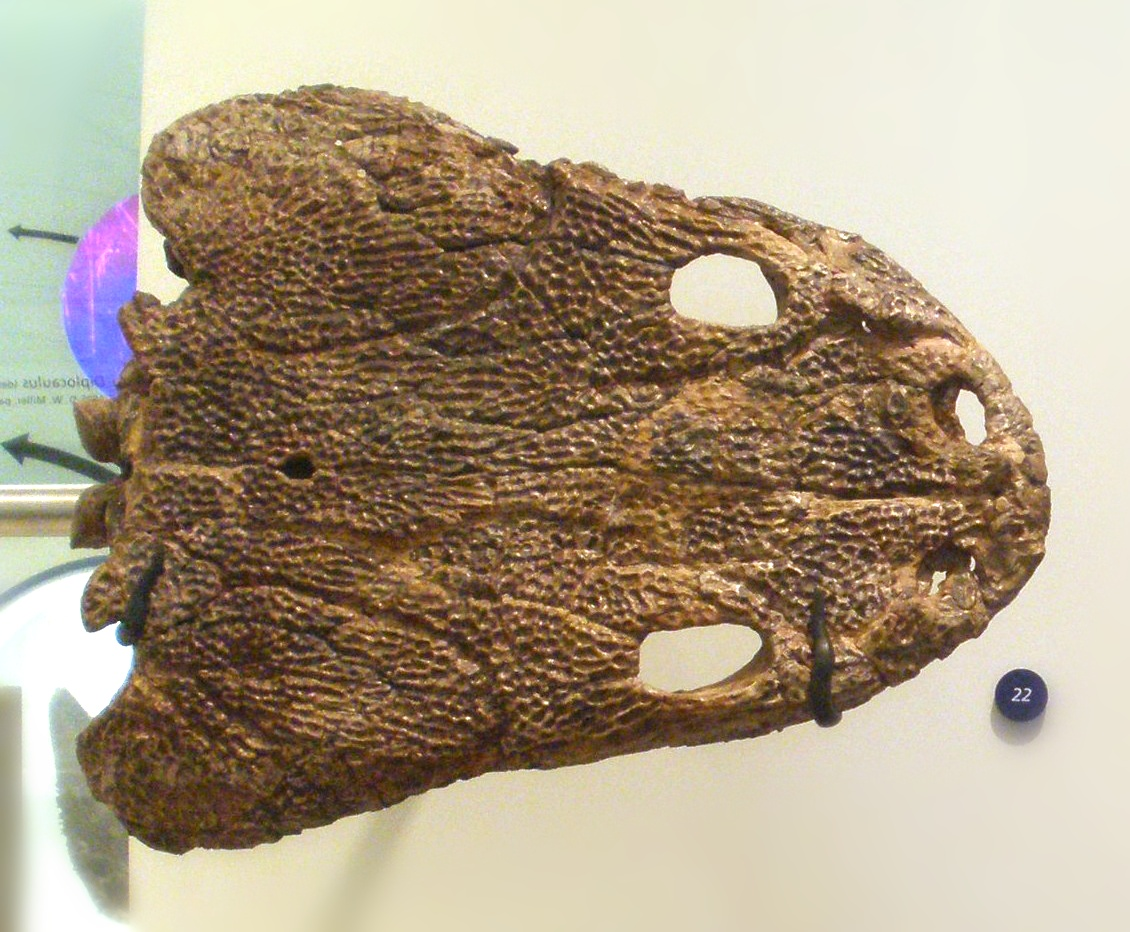
De schedel van Koskinonodon

Bekende fossielen van Koskinonodon zijn gevonden in de Verenigde Staten, met name de Chinle-formatie of Petrified Forest National Park en de Placerias Quarry in Arizona, de Garita Creek-formatie in centraal New Mexico (de steengroeve bij Lamy), de Petrified Forest Member in het noorden van New Mexico , de Bluewater Creek-formatie in het westen van New Mexico, de New Oxford-formatie in Pennsylvania, de Tecovasformatie in het westen van Texas en de Popo Agie-formatie van de Chugwater Group in Wyoming.
Synonymie van Koskinonodon met Anaschisma begon toen Romer (1947) voorstelde dat Anaschisma een ouder synoniem was van Buettneria, Koskinonodon en Borborophagus. Dit werd gevolgd door Gee et alii (2019), waar ze de holotypen van de twee nominale Anaschisma-soorten herbeschreven en vervolgens Koskinonodon, Buettneria en Borborophagus synoniem maakten aan Anaschisma.

## Beschrijving

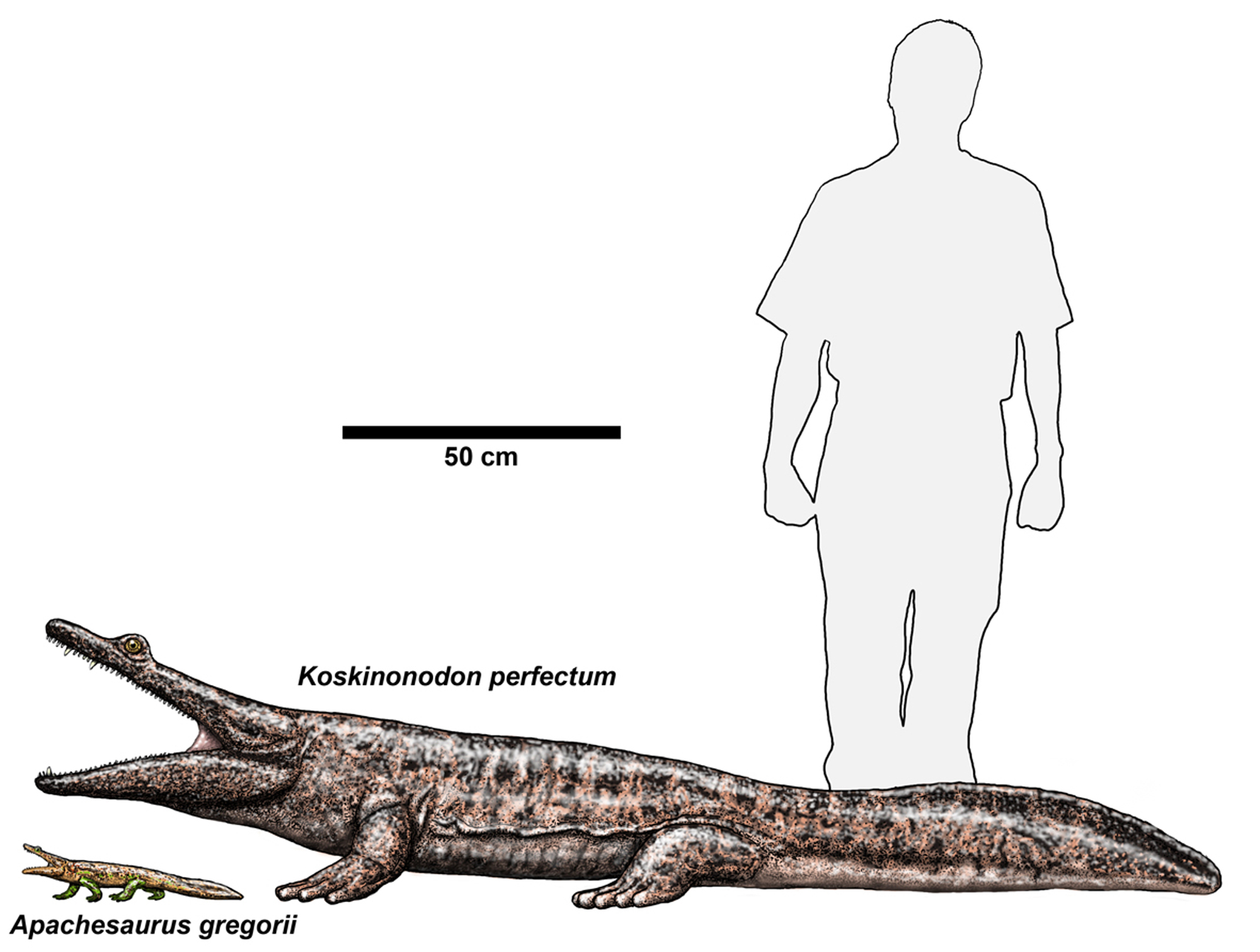
Anaschisma in grootte vergeleken met Apachesaurus en een mens

De schedel van Anaschisma verschilt op een aantal belangrijke punten van de schedels van andere nauw verwante organismen. Hij is over het algemeen breder en heeft oogkassen die erg naar voren gericht zijn, meer dan bij zijn tijdgenoten. Ook heeft de schedel prominente slijmkanalen, die werden gebruikt voor het transport van slijm, evenals grote externe neusgaten. Bovendien is de bovenkaak relatief zwak en dun en wordt deze alleen gebruikt om tanden vast te houden. Hun grote kaken hadden veel tanden tegelijk kunnen bevatten, misschien zelfs meer dan honderd aan elke kant van de boven- en onderkaak, maar het werkelijke aantal varieert constant gedurende het leven van het dier als gevolg van natuurlijke oorzaken zoals vechten, eten, ziekte, enzovoorts. De enorme omvang van de schedel is een van de meest bepalende kenmerken voor het geslacht Anaschisma.

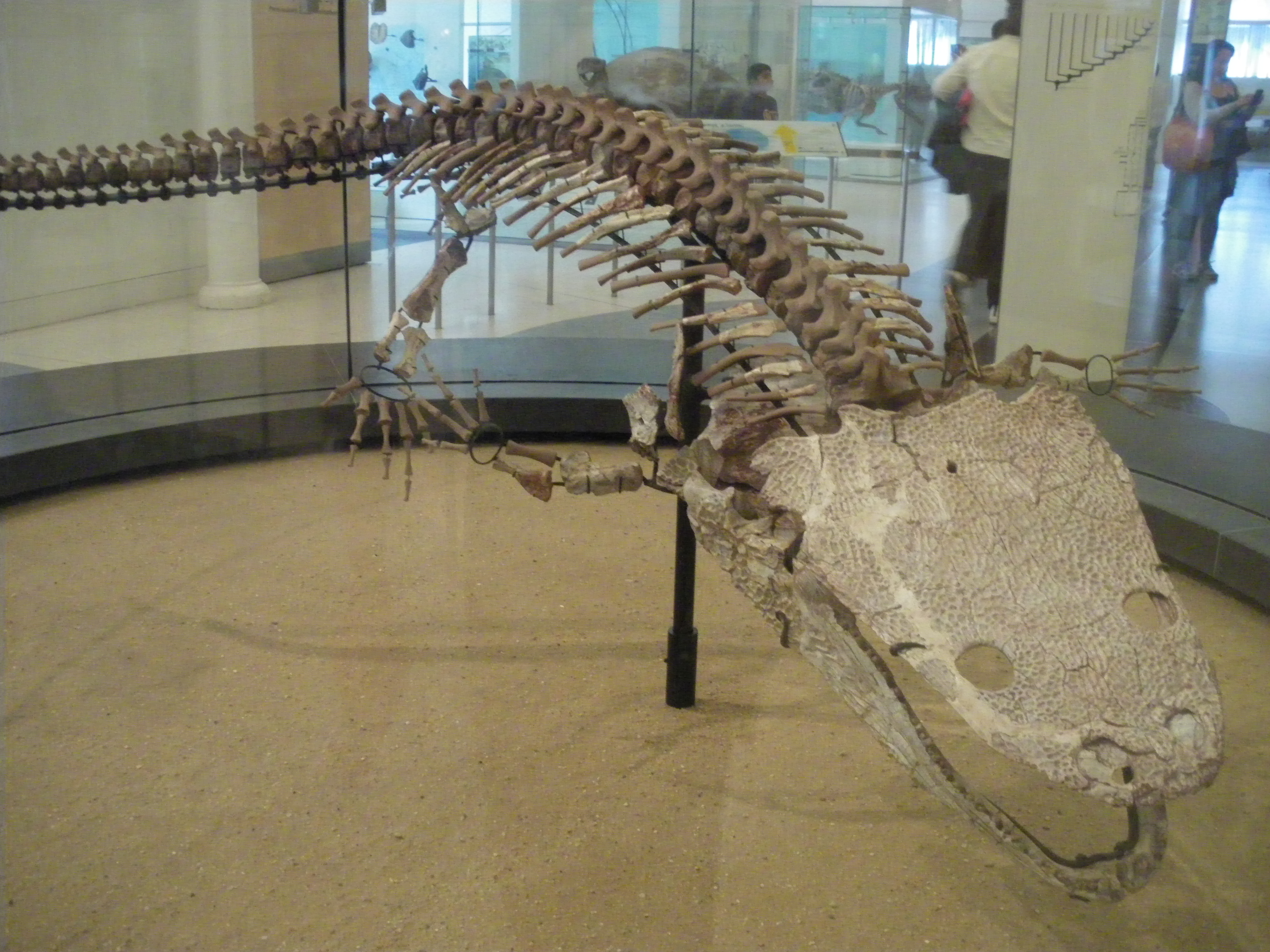
Het skelet

Andere, meer kleine schedelkenmerken kenmerken Anaschisma ook: verlenging van het traanbeen, verkorting van de prefrontale, verkleining van de interclavicula, en het meest kenmerkend is het bijdragen van het middelste traanbeen aan de binnenrand van de oogkas. Terwijl het verkorte prefrontale een kenmerk is van de Metoposauridae, wordt deze nog meer verkort in Anaschisma. De interclavicula is zo verkleind dat hij veel zeshoekige putjes heeft, evenals groeven en richels. De schedel van Anaschisma is ook bedekt met deze netvormige versiering. Sommige onderzoekers zijn van mening dat Anaschisma een korter achterste uitsteeksel van de interclavicula heeft, waardoor het kan worden onderscheiden van andere nauw verwante soorten, terwijl anderen geloven dat er niet genoeg informatie is om dat onderscheid te maken. Anaschisma heeft ook verbeende opisthotica, de meer achterste van de botten rond het binnenoor.
Anaschisma had scherpe, puntige tanden om prooien te vangen en te doden. Ze hadden zowel marginale tanden als grotere tanden in het verhemelte, met name palatinale en ectopterygoïde tanden. Ze hadden twee basistypen: groot met ondiepe groeven en klein met diepere groeven. Deze groeven lopen in de lengte langs de tanden en hielpen de dieren bij het vangen van prooien. De tanden zijn labio-linguaal (overdwars) langwerpig aan hun basis en juist mesiodistaal langwerpig (in de richting van de tandenrij), aan hun spits. In het midden zijn ze niet langwerpig, maar cirkelvormig. Deze aanpassingen aan het gebit verbeterden het vermogen van Anaschisma om prooien te vangen; de tanden zijn geoptimaliseerd om prooien te doorboren en niet te laten ontsnappen, weerstand te bieden aan de buigkracht die wordt uitgeoefend door het worstelende organisme en scheuren in de harde delen van het object, zoals bot, te verspreiden, waardoor het eten en de spijsvertering gemakkelijker worden.
Anaschisma had een brede, wigvormige, krachtige staart om hem te helpen bij het zwemmen, jagen en waarschijnlijk verdedigen. Deze was niet lang zoals de krokodillen van vandaag, maar waarschijnlijker kort en sterk om het in staat te stellen snel uit zijn schuilplaats tevoorschijn te komen en een prooi te vangen voordat deze ontsnapte. De poten van Anaschisma tonen een gespreide houding en korte armen met vier vingers aan de voorkant en vijf tenen aan de achterste ledematen. Anaschisma heeft waarschijnlijk veel tijd onbeweeglijk doorgebracht, wachtend op een prooi, waar deze korte benen waarschijnlijk een aanpassing aan waren.

## Paleobiologie

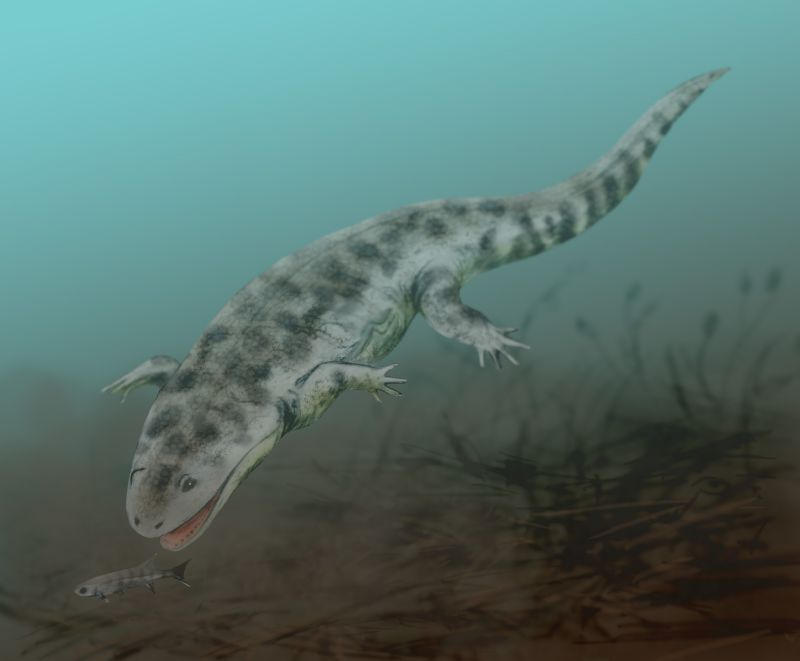
Anaschisma zit een vis achterna

De jachtstijl van Anaschisma impliceerde dat ie op de bodem van een ondiep moeras lag, wachtend op een vis, schaaldier, kleinere amfibie of zelfs een jonge voorbijkomende phytosauriër. Als een prooi te kort naderde, gebruikte hij zijn enorme kaken om ze te verzwelgen en te consumeren. Een paar bijzondere aanpassingen suggereren dat Koskinonodon deze aquatische levensstijl had. Ten eerste hadden ze zijlijnen gevormd door de sensorische sulci. Deze zijn handig voor het detecteren van veranderingen in de waterdruk die worden veroorzaakt door de zwembewegingen van voorbijkomende organismen. Hun uitgestrekte ledematen waren ook aangepast voor water. Ze zouden zich niet snel of efficiënt op het land verplaatsen, hoewel ze het misschien hebben gedaan om een andere waterpoel te vinden met meer voedsel of andere hulpbronnen. Er zijn massagraven gevonden, vermoedelijk het resultaat van een groep van deze dieren die zich tijdens een droogte in een verwelkende waterpoel verzamelden en allemaal omkwamen omdat het water nooit werd aangevuld.

## Paleo-ecologie
Ze leefden meestal in het Laat-Trias. Tegen de tijd dat het Jura begon, waren de meeste temnospondylen, inclusief Anaschisma, verdwenen. Het is waarschijnlijk dat ze uitgestorven zijn tijdens het Trias-Jura uitsterven, samen met de meerderheid van andere grote amfibieën, de klasse van conodonten en vierendertig procent van alle mariene geslachten. Het is niet bekend wat deze massale uitsterving heeft veroorzaakt; theorieën omvatten enorme vulkaanuitbarstingen, klimaatverandering, oceanische verzuring en zelfs een andere asteroïde-impact. Het is echter bekend dat meer dan de helft van de soorten die toen op aarde leefden door deze gebeurtenis uitstierven. Het leefde naast vele andere kleinere amfibieën en zijn fossielen worden ook vaak gevonden met phytosauriërs. Het werd in 1931 benoemd door Case. De beste omstandigheden voor fossilisatie vinden plaats in rivierdalen of overstromingsvlakten waar afzetting plaatsvindt, en dit dier leefde waarschijnlijk in vergelijkbare ondiepe, moerassige habitats. Zoals volgt, staat Anaschisma bekend om zijn extreem goed bewaarde fossielen, die vaak in groepen worden gevonden.